# Mondlango
Il mondlango, conosciuto anche come ulango, è una lingua ausiliaria internazionale simile all'esperanto ma caratterizzata da una forte influenza inglese. Il glottoteta originario di questa lingua fu il cinese He Yafu, che la pubblicò inizialmente nell'anno 2002.
Ulango e mondlango sono due nomi differenti utilizzati per descrivere la stessa lingua. La parola ulango è una forma abbreviata di universala lango che significa "lingua universale". Il nome Mondlango significa invece "lingua mondiale".

## Alfabeto
L'alfabeto mondlango è formato da 26 lettere:
| Lettera | Suono  | Italiano    | Nomi |
| ------- | ------ | ----------- | ---- |
| A a     | [ a ]  | a (acqua)   | a    |
| B b     | [ b ]  | b (bocca)   | bi   |
| C c     | [ tʃ ] | c (cielo)   | chi  |
| D d     | [ d ]  | d (danza)   | di   |
| E e     | [ e ]  | e (eco)     | e    |
| F f     | [ f ]  | f (fuoco)   | fo   |
| G g     | [ g ]  | g (grande)  | go   |
| H h     | [ h ]  | h (hotel)   | ho   |
| I i     | [ i ]  | i (ira)     | i    |
| J j     | [ dʒ ] | g (gioco)   | jo   |
| K k     | [ k ]  | ch (chela)  | ko   |
| L l     | [ l ]  | l (luna)    | lo   |
| M m     | [ m ]  | m (mela)    | mo   |
| N n     | [ n ]  | n (nave)    | no   |
| O o     | [ o ]  | o (ora)     | o    |
| P p     | [ p ]  | p (porta)   | po   |
| Q q     | [ kw ] | qu (quadro) | kwi  |
| R r     | [ r ]  | r (rosso)   | ri   |
| S s     | [ s ]  | s (sole)    | so   |
| T t     | [ t ]  | t (toro)    | to   |
| U u     | [ u ]  | u (ultimo)  | u    |
| V v     | [ v ]  | v (vento)   | vi   |
| W w     | [ w ]  | u (uomo)    | wo   |
| X x     | [ ʃ ]  | sc (sci)    | shi  |
| Y y     | [ j ]  | i (ieri)    | yo   |
| Z z     | [ z ]  | s (rosa)    | zi   |

Le semivocali "w" e "y" possono essere combinate con le vocali per formare dittonghi, come ay[ai], ey[ei], oy[oi], aw[au], ow[ou].
1. In Mondlango, la lettera "c" viene sempre pronunciata dolce, anche davanti ad "a", "o" e "u", come in "cielo".
2. In Mondlango, la lettera "x" viene sempre pronunciata "sc" come in "scialuppa".
3. La lettera "q" viene usata solo per i nomi propri.

## Grammatica

### Articolo determinativo
C'è un solo articolo in mondlango — l'articolo determinativo "la". Il suo utilizzo è simile a quello dell'articolo determinativo italiano, ma con una differenza. In mondlango l'articolo determinativo è invariabile in genere e numero.

### Nomi
I nomi terminano sempre in "-o": libro → libro, domo → casa.

### Aggettivi
Gli aggettivi terminano sempre in "-a": guda → buono, biga → grande.

### Avverbi
Gli avverbi sono in gran parte derivati dagli aggettivi, cambiandone il suffisso finale in "-e". Ad esempio: guda → buono, gude → bene, vera → vero, vere → veramente.

### Verbi
- I verbi all'infinito terminano in "-i": iri = andare, vidi = vedere.
- Il tempo presente viene formato sostituendo la "-i" con "-an": mi iran = io vado, mi vidan = io vedo.
- Il tempo passato viene formato con il finale "-in": mi irin = io sono andato/andai, mi vidin = io ho visto/vidi.
- Il tempo futuro viene formato con il finale "-on": mi iron = io andrò, mi vidon = io vedrò.
- Il condizionale viene formato con il finale "-uz": If mi esuz yi = se fossi te
- L'imperativo viene formato con il finale "-ez": Venez! = Vieni!

### Pronomi
- I pronomi singolari sono: mi = io, yi = tu, hi = egli, xi = ella, ji = esso, li = egli o ella (neutro)
- I pronomi plurali sono: mu, yu, hu, xu, ju, lu
- Gli aggettivi possessivi si formano aggiungendo il suffisso "-a" ai pronomi personali: mia = mio, hia = suo, mua = nostro, hua = loro

### Numerali
- I numeri cardinali sono: un, bi, tri, kwar, kwin, siks, sep, ok, nev, dek, dek-un, dek-bi,..., bidek, bidek-un, ..., tridek,...,cent, mil, milion, bilion
- I numeri ordinali si formano aggiungendo il suffisso -u ai numeri cardinali: unu=primo, biu=secondo, triu=terzo.

### Preposizioni
en = in, al = a, sur = su, ecc.

### Congiunzioni
ay = e, or = o, if = se, sed = ma, ecc.

### Sintassi
La sintassi generale della frase segue l'ordine Soggetto Verbo Oggetto.